# مانابو کوماتسوبارا
مانابو کوماتسوبارا (انگلیسی: Manabu Komatsubara؛ زادهٔ ۲ آوریل ۱۹۸۱) بازیکن فوتبال اهل ژاپن است.